# 변호사
변호사(辯護士, attorney)의 사전적인 의미로는 국가로부터 독점적 지위를 가지는 법률에 규정된 자격을 가지고 소송 당사자나 관계인의 의뢰 또는 법원의 결정에 따라 피고나 원고를 변론하며 그 밖의 법률에 관한 업무에 종사하는 사람을 말한다. 넓은 의미로는 자격 여부가 없어도 변호인이라고도 한다.
업무로 살펴보면 당사자의 선임 또는 관청의 지정에 의하여 소송에서 소송행위뿐만이 아니라기타 일반 법률 사무를 행한다. 보통 Jurist는 자격증 유무와 상관 없이 법학자, 법률가 등으로 번역되지만 법학교수 또는 법학박사 등의 법학연구자를 주로 가리키고, attorney at law, attorney는 변호사 자격증 소지자를 의미한다.
일반적으로 lawyer라고 하면 법과대학을 졸업하거나 로스쿨을 졸업한 법률가를 일컫는다. 변호사자격증 유무와는 무관하다. 즉, lawyer이지만 attorney가 아닐 수 있으며, attorney이지만 법학자가 아닐 경우에는 jurist가 아닐 수 있다.
민사소송이나 행정소송의 경우에는 사건 의뢰자의 소송대리인이 되고, 형사소송에서는 피의자 및 피고인의 변호인이 될 수 있다.
헌법소원 사건은 변호사를 대리인으로 선임하지 않으면 부적법하다고 하여 헌법재판소가 직권으로 국선대리인을 선임할 수도 있지만 대부분 각하한다.

## 각국별 변호사 제도

### 대한민국
현재 대한민국에서 변호사가 되려면 법학전문대학원을 졸업한 뒤 변호사시험에 합격하여야 한다. 2009년 법학전문대학원(로스쿨) 출범 이후 연간 1500명 이상의 변호사가 배출됨에 따라, 그동안 부족한 변호사 수를 보완하기 위하여 세분화된 법률 관련 사무를 담당하던 세무사, 법무사, 노무사, 변리사 등 법조유사직역과의 통합논의가 진행되고 있다. 법학교수에게 변호사자격을 부여하는 것에 대한 논의도 있다. 변호사법에 의해 대한민국에서는 특별한 경우를 제외하고는 변호사만이 소송 대리를 할 수 있다.
일부에서 로스쿨 제도를 '사다리 걷어 차기'라고 하면서 조선시대의 과거 시험과 같은 사법시험 부활을 주장하기도 한다. 

#### 조선, 개화기
조선시대에는 변호사에 해당하는 외지부가 존재하였다. "외지부라 불리는 자들은 항상 관아 근처에 있다가 원고나 피고를 몰래 사주합니다. 또 이들은 스스로 송사를 대신하며 시시비비를 어지럽게 만들어 관리를 현혹하고 판결을 어렵게 합니다. 해당 관부에 명하시어 조사해 처벌하소서!” ―성종 3년 12월 1일, 성종실록
무뢰배가 송정(訟庭)에 와 오래 버티고 있으면서 혹은 품을 받고 대신 송사(訟事)를 하기도 하고 혹은 사람을 부추겨 송사를 일으키게 하여 글재주를 부려 법을 우롱하며 옳고 그름을 뒤바꾸고 어지럽게 하니, 시속(時俗)에서 이들을 외지부(外知部)라 한다. 쟁송(爭訟)이 빈번해지는 것이 실로 이 무리 때문이니 마땅히 엄하게 징계하여 간교하고 거짓된 짓을 못하게 하라.
無賴之徒長立訟庭, 或取雇代訟, 或導人起訟, 舞文弄法, 變亂是非, 俗號外知部。 爭訟之煩, 實由此輩, 所宜痛懲, 以絶奸僞。- 성종실록 9년 8월 15일(갑진)
조선시대에 거래·소송을 문서를 작성하여 행하였는데 그 문서의 형식이 상당히 복잡하여 나라에서는 소송당사자가 관사(官司) 주변에서 타인의 소송을 교사(巧詐) 또는 유도하는 것을 업으로 하는 자를 고용하여 대리소송하는 일을 허용하였다. 이것을 대송(代訟)이라 부르는 고용대송(雇傭代訟)이라 하였는데 1478년(조선 성종 9) 8월부터 이 제도를 금지하였다가 1903년 5월에 편찬, 공포된 ≪형법대전 刑法大全≫에 의해 그 금지가 완화되어 사실대로 소송을 교도하거나 소장(訴狀)을 작성하는 것을 직업으로 하는 자가 생기게 되었다. 이것이 변호사제도 형성의 계기가 되었다.
1905년 11월 8일에 법률 제5호로 ＜변호사법＞이, 같은 달 17일에 법부령 제3호로 ＜변호사시험규칙＞을 공포하게 되어 비로소 우리 나라에 ‘변호사’라는 명칭이 소개되고, 민사당사자나 형사피고인의 위임에 의하여 통상재판소에서 대인(代人)의 행위와 변호권을 가지고 변호사제도가 확립되었다.
이때 법무령 제4호 ＜변호사등록규칙＞에 의하여 1906년 홍재기(洪在祺)·이면우(李冕宇)·정명섭(鄭明燮) 3인이 각각 1·2·3호의 인가증을 수여받아 등록함으로써 최초의 변호사가 되었다.
대한변호사협회에서 발행하는 변호사 추이나 자격시험 연혁, 제도 현황, 소득 실태 등을 담은 ‘한국 변호사백서’에 따르면 1906년 6월 30일 홍재기(1873~1950)씨가 처음으로 변호사가 되는 등 조선인 변호사 3명이 개업한 이래 1912년 처음으로 100명을 돌파했다는 기록이 있다.
기존 대한민국의 법조양성제도는 학부차원에서의 법과대학(4년), 사법시험, 사법연수원(2년), 판. 검사 또는 변호사 진출의 체제로 되어 있었는데, 미국식 법학전문대학원체제의 도입의 일환으로 대한민국에서도 로스쿨 제도 도입을 추진하여 2009년 25개 로스쿨을 개원하였다. 법과대학이 존치된 대학과 로스쿨이 도입된 대학이 혼재해 있다.

#### 변호사의 결격사유
변호사법 제5조에 따르면 다음의 경우에 해당하는 경우 변호사가 될 수 없다.
1. 금고 이상의 형을 선고받고 그 집행이 끝나거나 그 집행을 받지 아니하기로 확정한 후 5년이 지나지 아니한 자
2. 금고 이상의 형의 집행유예를 선고받고 그 유예기간이 지난 후 2년이 지나지 아니한 자
3. 금고 이상의 형의 선고유예를 받고 그 유예기간 중에 있는 자
4. 탄핵이나 징계처분에 의하여 파면되거나 이 법에 따라 재명된 후 5년이 지나지 아니하거나 징계처분에 의하여 해임된 후 3년이 지나지 아니한 자
5. 금치산자 또는 한정치산자
6. 파산선고를 받고 복권되지 아니한 자
7. 이 법에 따라 영구제명된 자

### = 변호사의 직무
•소송에 관한 행위 및 행정처분의 청구에 관한 대리행위: 소송대리, 형사변호, 보호사건에서의 보조, 헌법재판에서의 대리, 행정심판의 청구 등 행정기관에 대한 불복신청의 대리 등
•일반 법률 사무: 법률사건에 관한 감정(鑑定), 대리, 중재, 화해, 청탁, 법률상담, 법률 관계 문서(소송서류, 고소장, 입법안, 계약서 등) 작성, 법률컨설팅 등
변호사는 소송에 관한 행위 및 행정처분의 청구에 관한 대리행위와 일반 법률 사무를 한다. 법학전문대학원을 졸업하고 변호사시험에 합격하거나, 사법시험에 합격하여 사법연수원을 수료하면(2017년까지만 실시) 변호사 자격이 부여됨과 동시에 법률에 따라 변리사 자격을 자동적으로 취득하게 된다. 다만, 변리사로서의 업무를 하기 위해서는 변리사회에 등록을 하여야 한다. 공인노무사나 법무사의 경우 이러한 자격을 자동으로 부여하지는 않으나, 변호사의 직무 범위에는 노무사나 법무사가 하는 일이 당연히 포함되기 때문에, 노무사나 법무사의 직무를 수행하기 위하여 변호사가 따로이 그 자격을 취득할 필요가 없다. 한편, 2017년 12월 8일 세무사법 개정으로 '변호사의 세무사자격 자동취득' 규정이 폐지됨에 따라 변호사는 더 이상 세무사의 자격이 없다.

##### 소송에 관한 행위
- 민사 형사재판, 행정소송 등 각종 재판에서 대리인으로 활동할 수 있는 직무
- 행정처분의 청구에 관한 대리행위: 행정관청에 각종 인가 허가 등의 신청행위를 하거나 그 처분에 불복하여 행정심판을 청구할 수 있는 직무

##### 일반 법률 사무
법률상의 권리, 의무에 관하여 다툼 또는 의문이 있거나 새로운 권리의무관계의 발생에 관한 사건 일반을 의미한다. 구체적으로 법률자문행위, 채무변제독촉행위, 채무취심업무, 서류의 작성 및 제출대행업무, 상가의 분양 및 임대에 관하여 분쟁이 발생한 이해관계인들 사이에 화해, 합의서, 분양계약서의 작성 및 등기사무 등을 처리한 것이 있다. 중재인으로서 직무를 행하는 것, 온라인 법률사무 등이 여기에 해당하며 다만 사실행위인 부동산 중개행위는 위법률사무에 해당하지 않는다.

### 영국
고등학교 졸업 후 3년 과정의 법과대학에 입학하여 공부하게 되며, 졸업 후에는 법정변호사(Barrister)와 사무변호사(Solicitor)를 선택할 수 있다. 법정변호사는 사건의뢰인과 직접 교섭할 수 없고 보수청구권이 없는 대신 주요 법원에서의 변론권을 독점하고 있다. 사무변호사는 업무영역에 제한이 없고 세금·행정, 특허, 재산의 관리, 부동산이전업무 등의 모든 법률사무를 담당한다. 영국의 사무변호사(Solicitor)는 1심 지방법원의 소송대리권(법정 변론권)을 가지고 있었으나, 연수등 자격요건을 갖추었을시 법정변호사(Barrister)로 등록및 활동할 수 있게됨에 따라, 사실상 영국의 법조직역은 통합화가 되었다.

### 프랑스
프랑스도 법정변호사와 사무변호사로 법조직역이 이원화되어 있었으나, 법조일원화 정책에 의해 법조직역이 일원화로 통합되었다.
프랑스의 법조인 양성루트는 다양하다.
1.국립사법관학교 졸업을 통한 사법관 임용
2.변호사연수원 수료 및 변호사시험 합격을 통한 변호사자격 취득
3.법학교수와 같은 법학전문직 경력자에 한하여 이루어지는 신청에 의한 변호사 자동자격부여제도 및 사법관 파견제도에 의한 사법관 임용

### 독일
고등학교 졸업 후 학부체제인 법과대학에서 7학기 이상 수학하면 국가시험을 볼 수 있는 자격이 생기며, 1차시험에 합격하면 Referendar로서 2년여의 실무수습을 받고 이후 2차시험에 응시하고 합격하면 변호사가 된다(Volljurist). 독일의 변호사는 자격인가 및 소속인가를 얻어야 비로소 개업할 수 있는데, 자격인가는 개업을 희망하는 주의 법무부에서 행하고, 이후 특정법원에 의한 소속인가를 받으면 인가받은 고등법원관내에서 활동할 수 있게 된다.

### 캐나다
캐나다도 법정변호사와 사무변호사인 독립 법무사가 존재한다.

### 일본
일본에는 법과대학이 존재한다. 또한 로스쿨제도가 2004년 도입되었지만, 여전히 로스쿨에 진학하지 않고도 예비시험을 치러 법조인이 될 수 있다. 예비시험에 대한 선호도가 높다. 로스쿨 또한 2년제 법학기수자 코스와 3년제 법학미수자 코스가 있으며, 법과대학을 졸업하였으나 예비시험에 통과하지 못한 경우 2녀제 법학기수자 코스에 진학하는 경우가 많다. 비법학사 출신이거나 법학사 출신이라도 법학기수자 코스 시험에 불합격할 경우 법학미수가 코스를 통해 3년제 로스쿨에 진학한다. 법정변호사(Barrister)와 사무변호사(Solicitor)가 있다. 사무변호사는 다룰 수 있는 법률 업무에 제한이 있다. 일본에서는 법정변호사만 변호사로 부르며, 사무변호사는 사법서사라 한다. 일본의 사무변호사인 사법서사는 민사소송에 있어 법정 구두변론을 위한 소송대리권이 있다.

### 미국
미국에는 로스쿨을 나와서 변호사 자격시험(Bar exam)을 쳐서 합격하면 법정변호사(Barrister)가 되어 변호사 협회(Bar Association)의 회원이 된다. Solicitor 제도는 없다. 변호사 업무의 다양화에 따라 사실상 법정 출석없이 법률사무 중심의 사무변호사 업무가 미국 변호사의 주 업무이고 대다수를 차지한다.
법학사 학위를 가진 경우 1년짜리 LLM 과정을 통해 미국 변호사시험 응시기회를 얻을 수 있다. 영국, 캐나다, 호주 등 영미법계 법학부를 졸업한 사람들에게는 1년짜리 LLM 과정 없이도 미국 변호사시험 응시 기회를 준다. 독일, 프랑스, 이탈리아, 대한민국, 스페인, 러시아, 중국, 대만, 일본 등 대륙법계 법학사 학위를 가진 경우 1년짜리 LLM 과정 후 미국 변호사시험에 응시할 수 있다.

### 기타 국가
뉴질랜드와 오스트레일리아에는 법과대학과 로스쿨이 공존한다. 뉴질랜드와 오스트레일리아에서는 lawyer 보관됨 2023-03-23 - 웨이백 머신라고 말하면, barrister와 solicitor를 모두 포함하는 뜻이다. 즉, 법정변호사와 사무변호사가 나뉘어 있다. 홍콩에서는 배리스터를 大律師, 솔리시터를 律師라고 부른다. 법과대학과 로스쿨은 같은 수업을 듣고 졸업한다. 따로 변호사시험은 없다.

## 직무영역

### 소송대리
변호사의 다른 업무는 사무변호사도 모두 처리할 수 있지만, 소송대리만큼은 반드시 법정변호사여야만 한다. 소송대리는 법정의 판사 앞에 나아가 구두로 의뢰인을 변호하는 행위를 말한다. 서류로 된 소명, 진술 등은 사무변호사도 처리할 수 있다.
그러나 대한민국 등 일부 국가에서는 사무변호사가 처리할 수 있는 직무영역을 더욱 좁게 설정해서, 소송대리 이외에도 반드시 법정변호사만이 처리할 수 있는 업무영역이 있다.

### 행정청문회대리
각종 행정위원회, 행정청문회 등에 본인 대신 변호사가 대리하여 변호나 기타 업무를 처리할 수 있다.

### 법률자문
변호사의 2대 직무는 소송대리와 법률자문(legal advice)이다. 그러나 소송대리는 국내법원이 변호사 자격증을 요구하기 때문에, 시장봉쇄가 완벽하게 가능하지만, 법률자문은 시장봉쇄가 근본적으로 불가능한 구조이다. 즉, 미국 로펌이 한국 기업에 대해 한국의 법률에 대해 법률자문을 하고 돈을 받을 수 있고, 법무부는 변호사법 위반으로 처벌한 적이 없다. 물론 다른 나라 정부들도 마찬가지다.
변호사법에 의하면 한국 변호사가 아니면 한국법에 대한 유료 법률자문을 일체 할 수 없고, 하면 형사처벌이 되지만, 실무는 그렇지 않다. 한국은행 2009년 법률서비스 무역수지 통계에 따르면, 한국 로펌이 외국 기업에게서 벌어들인 법률서비스 수입은 5억 4000만 달러(5천 억 원), 외국 로펌이 한국 기업에게서 벌어들인 법률서비스 수입은 10억 1,180만 달러(1조원)이다. 여기서 법률서비스라는 것은 법률자문인 것이, 소송대리는 해당국 법원이 차단하기 때문에, 현지로펌과 파트너십 계약을 체결하지 않는 한, 원천적으로 불가능하기 때문이다.
외국 로펌이 한국 기업에 한국법의 법률자문을 하면, 변호사법 위반으로 형사처벌된다. 그러나, 그런 사례는 전혀 없으며, 또한, 국내 로펌이 외국 기업에 외국법의 법률자문을 해서 해당국 정부로부터 변호사법 위반으로 형사처벌된 사례도 없다. 즉, 법률자문 시장은, 전세계적으로, 사실상 완전히 시장이 개방되어 있다.
한국 기업들이 중동에 진출할 때, 법률자문을 위해 찾는 곳은 영미로펌이다. 물론, 중동국가와 영국, 미국이 법률 서비스 분야에 대한 FTA를 체결한 적도 없다. 그러나, 영미로펌은 모두 중동국가에 지사를 세우고, "모든 법률"에 대한 총체적인 법률자문을 기업에 해주고 있다. 위법하지 않다.

### 지적재산권 보호
많은 국가에서, 특허권, 상표권, 실용신안권과 기타 형태의 지적재산권은, 관련법의 최대한의 보호를 받기 위해 반드시 정부에 공식적으로 등록해야만 한다. 이러한 업무는, 변호사, 라이센스가 발급된 비변호사(변리사), 법률서기 등이 담당한다.

### 협상
몇몇 국가에서는 계약 협상과 계약서 작성은 법률자문(legal advice)과 비슷하게 간주되어, 변호사 자격증이 필요하다. 다른 국가들에서는 법학도(jurist) 또는 공증인(notary)도 계약 협상이나 계약서 작성을 할 수 있다. 이러한 계약 협상과 계약서 작성은, 동산, 부동산의 임대, 매매 계약을 모두 포함하며, 기타 서비스 계약이나 사업상 거래, 정부간 거래 등도 모두 포괄한다.

### 부동산 양도
부동산 양도(Conveyancing)는 부동산의 소유권, 임차권, 저당권 등을 이전하기 위해 필요한 서류를 작성하는 것을 말한다. 일부 국가에서는 모든 부동산 거래는 반드시 변호사에 의해서만 수행되어야 한다.
역사적으로, 영국 사무변호사(solicitor)의 수입은 대부분 부동산 양도 수수료였다. 지금은 아니다. 1978년 연구에서는, 호주 뉴사우스웨일스주 사무변호사와 고객간의 계약의 80%가 부동산 양도건이었다.
다른 나라들에서는, 변호사가 반드시 필요하지는 않고, 은행, 부동산회사, 부동산중개인이 변호사를 대신해 부동산 양도와 관련된 서류업무들을 처리할 수 있다. 일부 국가에선 부동산 거래는 민사공증인(civil law notary)에 의해서 처리된다. 영국 잉글랜드 웨일스에서는 부동산중개사 라이센스라는 특별한 법률 직업 클래스가 있어서, 이들도 변호사와 마찬가지로 부동산 양도 업무를 처리할 수 있다.
세계에서 가장 인구비례 변호사가 많다는 이스라엘은 부동산 거래를 할 때 반드시 변호사가 작성한 계약서를 통하는 것이 보통이다.

## 관련 판례
- 검사가 참고인 조사를 받는 줄 알고 검찰청에 자진출석한 변호사사무실 사무장을 합리적 근거 없이 긴급체포하자 그 변호사가 이를 제지하는 과정에서 위 검사에게 상해를 가한 것은 정당방위에 해당한다.[8]

### 형사소송법상 지위
- 피고인의 보호자의 지위와 공익적 지위가 충돌하는 경우에는 변호인은 피고인의 보호자라는 지위를 기본으로 하고 공익적 지위는 그 한계로서 소극적 의미를 갖는다. 헌법상 권리인 진술거부권이 있음을 알려 주고 그 행사를 권고하는 것을 가리켜 변호사로서의 진실의무에 위배되는 것이라고 할 수 없다[9]

### 변호사시험합격자의 6개월간 사건수임제한 사건
"로스쿨 별로 실무수습기관의 확보 상황에 관한 편차가 크므로 적절한 실무수습의 기회가 부여되지 못할 수 있는 것이 현실이고, 변호사들의 취업구조와 교육과 수급 구조 등이 함께 해결되지 않은 상태에서 로스쿨의 내실화라는 원칙적인 방향의 설정만으로 로스쿨 출신 변호사들에 대한 실무수습의 필요성을 부인하기는 어렵다"고 밝혔다. 헌재는 "변호사 의무연수기간을 정한 것은 로스쿨 출신 변호사들이 실력을 쌓을 수 있는 기회인 동시에 사회적 신뢰를 쌓을 수 있는 장치라고 봐야 한다"고 덧붙였다.
헌재는 "변호사법 규정이 추구하는 공익은 로스쿨 출신 변호사들의 실무능력 향상을 통한 법조인 양성, 국민의 편익 증진 도모인 반면, 제한되는 사적인 이익은 로스쿨 출신 변호사들이 6개월간 사건을 수임하지 못하거나 법무법인에서 담당변호사로 지정되지 못해 소득이나 실무경력의 기회가 제한될 수 있다는 점에 불과해 이 규정에 의해 추구하는 공익이 제한되는 사적인 이익에 비해 중대하다고 봐야 한다"고 설명했다.

### 변호사의 수임사건 건수 및 수임액 보고 사건
변호사가 전년도에 처리한 수임사건 건수 및 수임액을 소속 지방변호사회에 보고하도록 규정하고 있는 변호사법 관련규정은 합헌이라는 헌재결정이 나왔다. 헌법재판소 전원재판부는 권모씨 등 변호사 3명이 “수임사건수 및 수임액을 소속 변회에 의무보고하도록 한 변호사법 제28조는 영업의 자유 및 사생활의 자유 등을 침해해 위헌”이라며 낸 헌법소원(2007헌마667)에서 최근 재판관 5대 4의 의견으로 합헌결정했다.
=
재판부는 “지방변호사회가 소속 변호사들의 사건수임 등에 대해 감독하도록 함으로써 변호사에 의한 탈세우려를 줄이고, 조세행정 전반에 대한 국민적 신뢰를 공고히 하는 데 주요한 입법취지가 있다”며 “이는 헌법 제37조2항이 정하는 공공복리를 위한 것으로서 정당성이 인정된다”고 밝혔다. 재판부는 이어 “우리사회는 변호사들에게 법률가로서의 능력뿐만 아니라 공공성을 지닌 법률전문가로서 가져야 할 사회적 책임성과 직업적 윤리성 또한 강하게 요청하고 있다”며 “따라서 변호사들에게 보고의무가 부과되고 불이행시 다른 유사 전문직보다 다소 무거운 벌칙이 부과되더라도 이는 합리적인 이유가 있고 이를 자의적인 차별로서 평등권을 침해하였다고 하기는 어렵다”고 설명했다.
는 “변호사법 제5조2호 규정은 변호사업무의 높은 공공성 및 윤리성과 국민의 신뢰의 중요성에 비춰 집행유예기간보다 더 강화된 결격기간을 정한 것”이라며 “또 형사적 제재의 원인이 된 범죄의 가벌성 등에 대한 법원의 판단에 대응해 변호사의 공공성 및 신뢰성 회복에 필요한 기간 역시 차등적으로 정한 것으로 선고유예의 경우와 달리 집행유예기간이 경과한 경우에 추가로 2년을 더 결격기간으로 정했더라도 입법재량의 범위를 넘어섰다고 볼 수는 없다”고 밝히기도 했다.

## 로펌 및 적정 변호사 숫자에 대한 이슈
국내에서는 매년 1800명에 달하는 변호사가 양성되지만 이 중 대형로펌으로 취직해 활발히 활동하는 인원은 극히 일부에 달한다. 중견 변호사 밑에서 일하거나 작은 사무실에 취직해 일하다 해고당한 경우도 어렵지 않게 볼 수 있다. 로스쿨을 졸업한 후 취직하는 인원도 전체의 40%정도 밖에 되지 않는다. (밑의 자료를 참고하길 바람)

### 변호사와 전문자격사간의 경쟁
변호사 업계에서는 향후 5년 이내에 3만명에 도달하는 변호사들이 배출될 것을 예상하는데, 일감은 한달에 두건이상을 수임하기도 어려운 현실을 타개하기 위하여 변호사단체인 대한변호사협회의 회장 선거에서 이것에 대한 해결책에 대한 유사한 직무 영역과의 전쟁이 공약으로 제시 되었다.

## 같이 보기
- 마피아 변호사
- 법무사
- 세무사
- 대한변호사협회
- 법조윤리
- 변호사들 : 문화방송의 변호사 관련 드라마
- 파트너 : 한국방송공사의 변호사 관련 드라마
- 변호사법

## 참고 문헌
- 헌법재판소 판례 2013.10.24. 2012헌마480
- 헌법재판소 판례 2009.10.29. 2007헌마667
- 변호사의 사회적 책임 강조… 평등권 침해 안된다 2009-11-11 법률신문 보관됨 2015-05-20 - 웨이백 머신
- [변호사시험 합격후 6개월간 사건수임금지 '합헌' https://www.lawtimes.co.kr/Legal-News/Legal-News-View?Serial=79590 보관됨 2015-05-20 - 웨이백 머신 법률신문 2013-11-03]